# جنیفر چارلز
جنیفر چارلز (انگلیسی: Jennifer Charles؛ زادهٔ ۱۵ نوامبر ۱۹۶۸،) یک موسیقی‌دان اهل ایالات متحده آمریکا است. وی از سال ۱۹۹۵ میلادی تاکنون مشغول فعالیت بوده‌است.